# Mohamed Dräger
Mohamed Dräger (* 25. Juni 1996 in Freiburg im Breisgau) ist ein tunesisch-deutscher Fußballspieler.

## Karriere

### Vereine
Dräger, Sohn einer Tunesierin und eines Deutschen, kam 2009 vom Polizei-Sportverein Freiburg zum SC Freiburg. Mit der A-Jugend des Klubs gewann er 2014 durch einen 8:7-Sieg nach Elfmeterschießen gegen den FC Schalke 04 den DFB-Junioren-Vereinspokal, Dräger gehörte dabei zu den erfolgreichen Elfmeterschützen. Nachdem er in der A-Junioren-Bundesliga 2014/15 mit 15 Saisontoren torgefährlichster Spieler des Freiburger Nachwuchses war, rückte er 2015 in die zweite Mannschaft auf. In der Saison 2016/17 schaffte der Mittelfeldakteur als baden-württembergischer Oberligameister den direkten Wiederaufstieg in die Regionalliga Südwest. In der Sommerpause 2017 reiste er mit den Profis ins Trainingslager und absolvierte die gesamte Saisonvorbereitung mit dem Profiteam. Am 27. Juli 2017 kam Dräger im Hinspiel der Qualifikation zur UEFA Europa League gegen den NK Domžale per Einwechslung zu seinem Pflichtspieldebüt im Profiteam, gehörte in der Folge aber wieder zum Aufgebot der zweiten Mannschaft. In der Winterpause 2017/2018 rückte er schließlich offiziell in den Profikader auf und wurde zum Rückrundenauftakt bei Eintracht Frankfurt mit seiner Einwechslung zur zweiten Halbzeit auch erstmals in der Bundesliga aufgeboten.
Ende Juni 2018 wurde Dräger für die kommenden beiden Spielzeiten an den Zweitligaaufsteiger SC Paderborn 07 verliehen. 2019 stieg er mit dem Klub in die Bundesliga auf, am 34. Spieltag der Saison 2019/20 erzielte er seinen ersten Bundesligatreffer bei einer 3:2-Niederlage gegen Eintracht Frankfurt.
Nach seiner Rückkehr zum SC Freiburg im Sommer 2020 spielte er unter Trainer Streich keine Rolle; Ende September 2020 erfolgte sein Wechsel zum griechischen Rekordmeister Olympiakos Piräus.
Am 31. August 2021 gab der englische Zweitligist Nottingham Forest die Verpflichtung von Dräger bekannt. Nachdem er in der Hinrunde der Saison 2021/22 ohne Einsatz blieb, verlieh ihn der Verein Anfang Februar 2022 für eineinhalb Jahre an den schweizerischen Erstligisten FC Luzern. Im Sommer 2023 wurde er vom FC Basel verpflichtet.
Im Januar 2025 kehrte er zurück nach Deutschland und unterschrieb bei Eintracht Braunschweig einen Vertrag bis 2026.

### Nationalmannschaft
2013 nahm Dräger mit der tunesischen U-17-Auswahl an der U-17-Weltmeisterschaft in den Vereinigten Arabischen Emiraten teil und kam in allen vier Turnierspielen seines Teams zum Einsatz (drei Mal per Einwechslung, Tor beim Startelfeinsatz beim 1:2 gegen Japan), als die Mannschaft durch ein 1:3 im Achtelfinale gegen Argentinien ausschied. Im Rahmen eines Freundschaftsspiels gegen Marokko debütierte Dräger unter Trainer Maher Kanzari im November 2018 in der tunesischen A-Nationalelf.

## Erfolge
Olympiakos Piräus
- Griechischer Meister: 2020/21

SC Paderborn 07
- Aufstieg in die Bundesliga: 2019

## Privates
Von 2012 bis 2014 besuchte er die Max Weber-Schule in Freiburg.